# ヒューマン・ポテンシャル運動
ヒューマン・ポテンシャル運動とは、1960年代のアメリカ合衆国、それも主として心理学分野において生じたムーブメント。人間性回復運動（にんげんせいかいふくうんどう）と意訳されることもある。
「人間の潜在能力」を開発ことを旨とする。自己啓発セミナーのルーツの1つとしても知られている。多くの心理学者や哲学者が集ったエサレン協会は、この運動における最大規模の「成長センター」であり、最も重要な役割を果たした。
時代背景としては、アブラハム・マズローが心理学の「第三勢力」であるとした人間性心理学と連動したムーブメントがあり、エンカウンターグループやゲシュタルト心理学などをとおして、俗に「第四勢力」としてのトランスパーソナル心理学へとつながる基盤となったと言われる。ニューエイジの基盤ともなっていった。
日本語では、人間性回復運動とかなり意訳された呼称も使われているが、ジャーナリストの福本博文は、これは自己開発セミナーの関係者が、セミナーの出自を「傷ついたヴェトナム帰還兵の社会復帰を援助するために開発された”人間性回復運動”のプログラムを応用したもの」ともっともらしく偽るためであったと述べている。 